# Group Therapy (Southgang)
Group Therapy è il secondo album dei Southgang, uscito nel 1992 per l'Etichetta discografica Charisma Records.

## Tracce
1. White Trash With Cash (Harte, Walker) 5:13
2. Water Under the Bridge (Harte, Walker) 4:01
3. Tug of War (Harte, Walker)	5:22
4. Fire in Your Body (Harte, Walker) 5:34
5. Final Resting Place (Harte, Walker) 4:19
6. Legend of C.C. Road (Harte, Walker) 6:57
7. Culture Clash City (Harte, Walker)	4:24
8. The Call (Harte, Walker) 4:08
9. Misery (Harte, Walker) 5:16
10. My Best Friend's Girl (Harte, Walker) 4:01
11. Ode to Peggy's (Harte, Walker) 4:55
12. The Blue Bird Has Landed [The Uncut Trail Mix] (Harte, Walker) 3:18

## Formazione
- Jesse Harte - voce
- Butch Walker - chitarra
- Jayce Fincher - basso
- Mitch McLee - batteria

### Altri musicisti
- Kane Roberts - cori